# الدراسات الصومالية
الدراسات الصومالية هي عبارة عن فرع بحثي متعدد التخصصات من الأدب مرورا بالتاريخ وعلم الاجتماع وعلم الإنسان ودراسات الفنون. فأنتجت هده الحقول مجموعة من الدراسات والمعارف المرتبطة على الأمة الصومالية. وبعد انهيار الدولة الصومالية اكتسبت الدراسات الصومالية أهمية بالغة لفهم أسباب الحروب الأهلية وانهيار الدولة والكوارث الطبيعية وأسس المصالحة بين القبائل، والتشدد والقراصنة، وغيرها من الظواهر التي ارتبطت بالواقع الصومالي.
الجمعية الدولية للدراسات الصومالية والتي تأسست عام 1978، من أهم المؤسسات البحثية وتضم الباحثين المهتمين بالدراسات الصومالية. انتخب البروفيسور حسين أدم تنزانيا أول رئيس، وجاءت فكرة المؤسسة في المؤتمر الخامس للدراسات الأثيوبية في شيكاغو في عام 1978. ومع ذلك لم تدشن رسميا إلا في 4 نوفمبر في نفس العام. وتزامنت توقيت تأسيس الجمعية فورا بعد الحرب الصومالية الإثيوبية في عام 78/1977 حيث كانت الدراسات الصومالية حقلا هامشيا من الدراسات الأثيوبية، فأصبحت مرفوضة عند بعض الباحثين الصوماليين وعلى هذا الأساس فصل الدراسات الصومالية من الدراسات الأثيوبية كليا.